# La Dernière Rivale
Pour plus de détails, voir Fiche technique et Distribution.
La Dernière Rivale (Diamond Hunters) est un téléfilm de 2001 en deux parties réalisé par Dennis Berry avec Alyssa Milano et Sean Patrick Flanery. Il s'agit d'une adaptation du roman Les chasseurs de diamants (The Diamond Hunters) de Wilbur Smith. L'histoire se situe en Afrique du Sud, où le téléfilm a été tourné.

## Synopsis
Les Van der Byl forment une puissante famille d'Afrique du Sud. Leur forturne repose sur le commerce de diamants dont Jacobus Van der Byl, le père, est à la tête.
Élevé avec Benedict et Tracey (les enfants de Jacobus), Johnny Lance est exclu de la maison des Van der Byl alors qu'il n'est qu'un enfant. Des années plus tard, devenu adulte, Johnny réapparaît malgré lui dans la vie des Van der Byl. Sans emploi, il ne peut en effet décliner l'offre de Jacobus de reprendre la direction de l'entreprise familiale des Van der Byl. Jacobus, se voyant mourir, se refuse à laisser l'empire à son fils légitime, Benedict, et lui préfère donc Johnny qu'il avait pourtant évincé de sa maison. Benedict et Johnny se retrouvent rivaux.
À cela s'ajoute une intrigue amoureuse puisque Johnny, en refaisant surface dans la vie des Van der Byl, retrouve aussi son amour d'enfance, Tracey, dont il avait été séparé et qu'il n'a jamais oublié. Mais Tracey est tout nouvellement mariée et Johnny est en couple avec une dénommée Ruby Grange.

## Distribution
- Alyssa Milano : Tracey Van der Byl
- Sean Patrick Flanery : Johnny Lance
- Michael Easton : Benedict Van der Byl
- Jolene Blalock : Ruby Grange
- Roy Scheider : Jacobus Van der Byl
- Hannes Jaenicke : Hugo Kramer
- Armin Rohde : Sascha